# レティティア・フリースデ
レティティア・フリースデ（Letitia Vriesde、1964年10月5日 - ）は、スリナムの陸上競技選手（中距離）。競泳五輪金メダリストアンソニー・ネスティと並ぶ同国の英雄的スポーツ選手である。

## 来歴
世界レベルの選手を目指し母国を離れオランダでトレーニングを行っている。
国際大会初出場は1988年のソウルオリンピックの女子800m。
東京で開催された1991年世界陸上競技選手権大会で800mおよび1500mで決勝進出を果たし鮮烈な印象を残す。特に800mでは5位入賞を果たした。当時のテレビ放送ではモザンビークより出場したマリア・ムトラとともに従来の陸上弱小国から出場し活躍した選手として紹介された。
1995年世界陸上競技選手権大会では800mで大やけどより復活を果たしたアナ・フィデリア・キロットに続き2位に入り、スリナム初の世界陸上のメダルを獲得した。（記録も南アメリカ記録の1分56秒68をマークした）
2001年世界陸上競技選手権大会では前半より集団を飛び出す先行レースで3位に入り、再びメダルを獲得した。
オリンピックにはソウルを含め5回出場しているがいずれも決勝進出を果たすことは出来なかった。
800m、1500mの南アメリカ記録を25年以上に渡り保持している。

## 個人記録
| 種目   | タイム  | 場所                     | 日時          |
| ------ | ------- | ------------------------ | ------------- |
| 800 m  | 1,56.68 | スウェーデン, イエテボリ | 1995年8月13日 |
| 1500 m | 4,05.67 | 日本, 東京               | 1991年8月31日 |